# Stanhopeinae
Stanhopeinae, podtribus kaćunovki smješten u tribus Cymbidieae, dio potporodice Epidendroideae. Postoji 20 priznatih rodova; trajnice.

## Opis podtribusa
Podpleme Stanhopeinae sastoji se od epifita koji nose nevjerojatne cvjetove najdramatičnijeg izgleda sa zamršenim i složenim strukturama i mehanizmima za oprašivanje, od kanaliziranih 'staza' za kukce, do 'posuda' s vodenom otopinom. Ovo podpleme uključuje nekoliko spektakularnih rodova koji se nalaze u većem dijelu Srednje i Južne Amerike, uključujući Stanhopea, Gongora, Coryanthes i Acineta. Vrste u ovoj skupini karakteristično pokazuju grozdaste pseudolukovice na vrhu s dugim listovima koji će s godinama otpasti. Njihovi cvjetovi mogu kratko trajati, ali njihov nezemaljski izgled i snažni, mirisi nadoknađuju njihovu prolaznu prirodu. Mnoge vrste snažno rastu i imaju koristi od redovitog zalijevanja ljeti, a mogu se uzgajati i na otvorenom tijekom toplijih mjeseci.

## Rodovi
1. Braemia Jenny (1 sp.)
2. Paphinia Lindl. (16 spp.)
3. Horichia Jenny (1 sp.)
4. Houlletia Brongn. (10 spp.)
5. Schlimmia Planch. & Linden (2 spp.)
6. Trevoria F. Lehm. (6 spp.)
7. Cirrhaea Lindl. (7 spp.)
8. Gongora Ruiz & Pav. (75 spp.)
9. Acineta Lindl. (13 spp.)
10. Lueddemannia Rchb. fil. (3 spp.)
11. Lacaena Lindl. (2 spp.)
12. Vasqueziella Dodson (1 sp.)
13. Polycycnis Rchb. fil. (18 spp.)
14. Lueckelia Jenny (1 sp.)
15. Kegeliella Mansf. (4 spp.)
16. Soterosanthus Lehm. ex Jenny (1 sp.)
17. Stanhopea Frost ex Hook. (78 spp.)
18. Embreea Dodson (1 sp.)
19. Sievekingia Rchb. fil. (11 spp.)
20. Coryanthes Hook. (65 spp.)